# خانم سافل
خانم سافل (انگلیسی: Mrs. Soffel) فیلمی درام ۸۸ دقیقه‌ای به کارگردانی گیلیان آرمسترانگ و با بازی دایان کیتن و مل گیبسون محصول سال ۱۹۸۴ کشور ایالات متحده است.

## بازیگران
- دایان کیتن
- مل گیبسون
- متیو موداین
- تری اوکوئین
- ادوارد هرمن
- ترینی آلوارادو
- ماروسکا استانکووا
- شان سالیوان